# غرام في أغسطس (فلم)
غرام في أغسطس: فيلم مصري، من إنتاج سنة 1966.

## قصة الفيلم
تعيش سلوى في سعادة مع خطيبها، و في ليلة الزفاف يموت الزوج في حادث سيارة وتنجو هي من الموت ومن ثم تصاب بصدمة نفسية، وتمر الأيام دون أن تنسى الفتاة الحادث إلى أن تعتقد بأن زوجها لم يمت، حين تقابل فريد، شبيه زوجها، فتتعامل معه على أنه زوجها، يحاول فريد إقناعها بالحقيقة لكنها لا تقتنع بالمرة. يطلب والد سلوى من فريد أن يمثل عليها أنه زوجها حتى لا تزداد عقدًا، وحتى يتم شفائها، يتقرب إليها الشاب، ويحاول التسرية عنها، ويبدأ في التعاطف معها، ثم لا يلبث هذا التعاطف أن يتحول إلى حب وتبدأ سلوى في اجتياز أزمتها النفسية، وتعرف الحقيقة، وتتزوج من فريد .

## الممثلين
فؤاد المهندس
شويكار
عماد حمدي
زهرة العلا
عبد المنعم مدبولي
ميمي شكيب
نادية الجندي
عبد الخالق صالح
بدر الدين جمجوم

## روابط خارجية
- مقالات تستعمل روابط فنية بلا صلة مع ويكي بيانات